# Neue Kirche (Wismar)

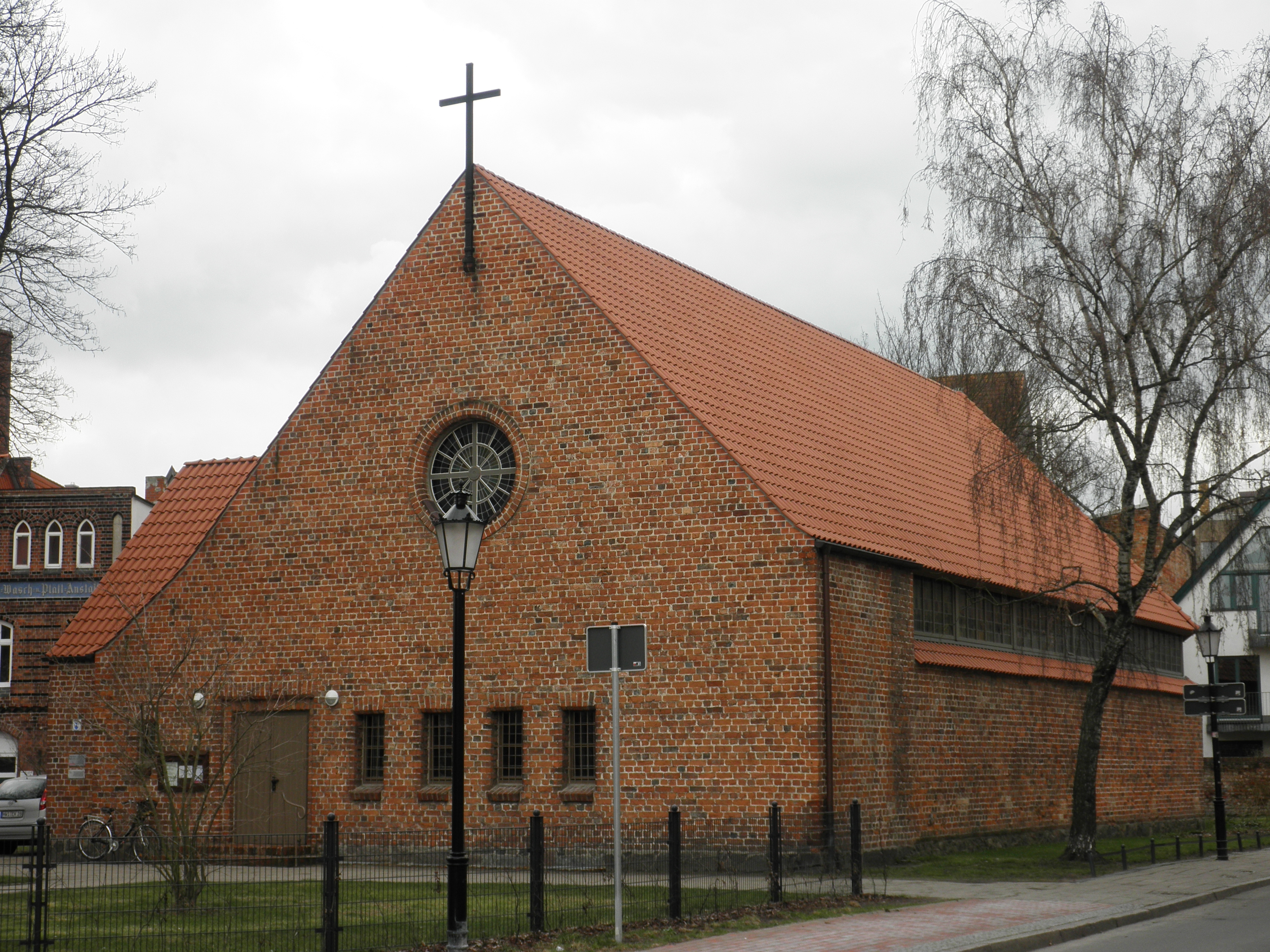
Neue Kirche

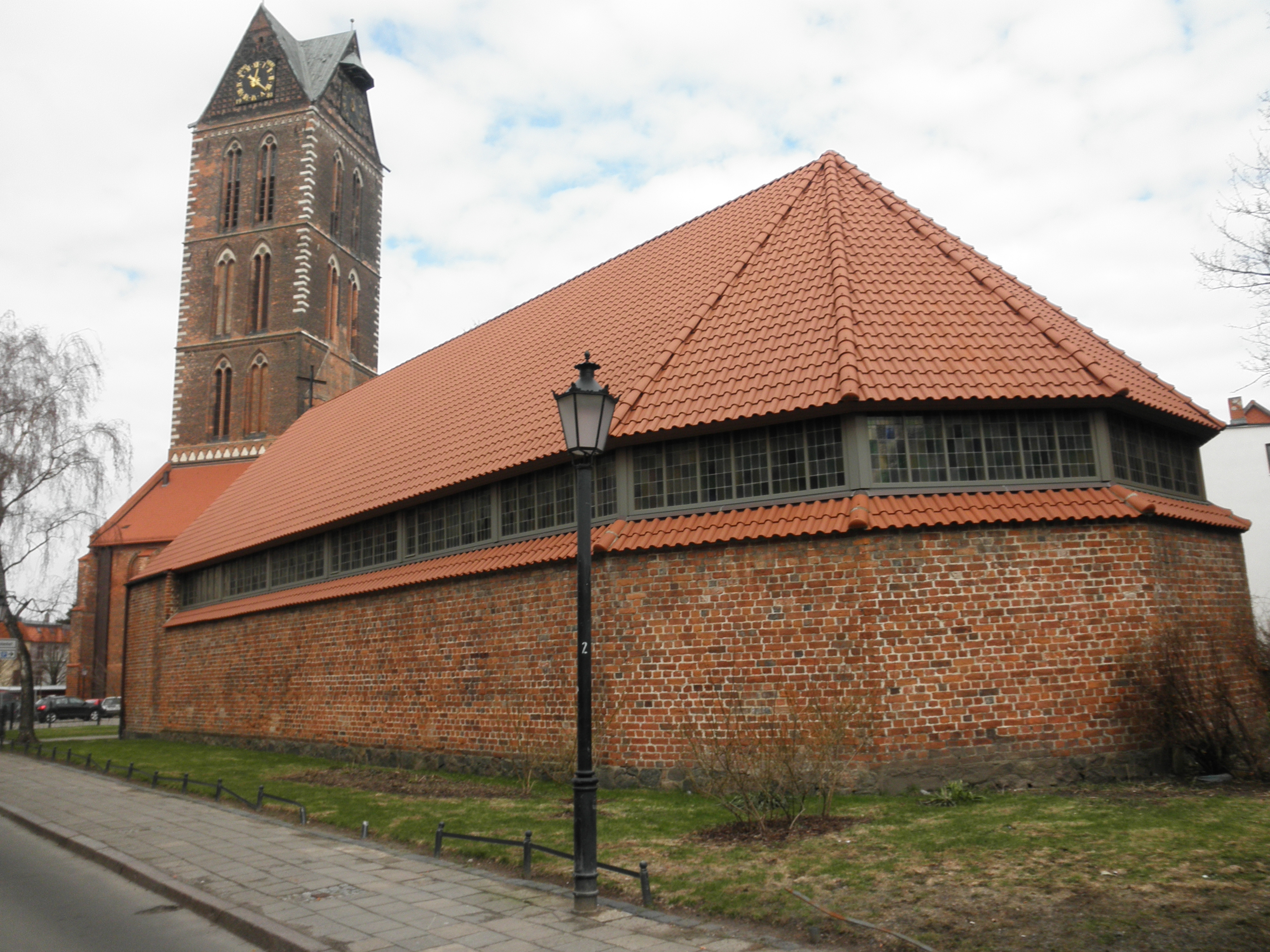
Die neue Kirche mit dem Kirchturm von St. Marien

Die Neue Kirche ist ein denkmalgeschütztes Kirchengebäude auf dem St.-Marien-Kirchhof in Wismar im Landkreis Nordwestmecklenburg (Mecklenburg-Vorpommern). Das Schiff der nahegelegenen Marienkirche war aufgrund von Kriegsschäden nicht benutzbar, und so musste für die Gemeindemitglieder der Marienkirche und der ebenfalls schwer beschädigten Georgenkirche eine Notkirche gebaut werden, die ursprünglich als Übergangslösung gedacht war. Diese Übergangslösung hat bis heute Bestand; die Kirche dient der Evangelisch-Lutherischen Kirchengemeinde Wismar St. Marien/St. Georgen in der Propstei Wismar, Kirchenkreis Mecklenburg der Evangelisch-Lutherischen Kirche in Norddeutschland.

## Geschichte und Architektur
Die evangelische Pfarrkirche wurde 1950/1951 nach dem Notkirchenentwurf Typ B mit polygonalem Altarraum von Otto Bartning errichtet und von Landesbischof Niklot Beste geweiht. Als Baumaterial fanden zum Teil Trümmerziegel des Pfarrhauses der nach schweren Bombenschäden stark zerstörten Marienkirche Verwendung. Die Neue Kirche sollte eigentlich nur als Provisorium bis zum Wiederaufbau von St. Marien dienen. 1960 wurden jedoch Langhaus und Chor von St. Marien aus politischen Gründen gesprengt. Der einschiffige Backsteinbau der Notkirche mit einem fünfseitigen Chorschluss wurde als letzte der Notkirchen des 1. HEKD-Kirchbauprogrammes gebaut; er ist mit einem Satteldach gedeckt. Als tragende Serienelemente im Innenraum dienen Dreigelenkbinder aus Holz. Das umlaufende Fensterband unter dem Hauptdach ist an der Holzkonstruktion befestigt. Über dem im Westteil abteilbaren Gemeindesaal steht die Orgelempore.

## Ausstattung

### Passionsaltar aus St. Georgen

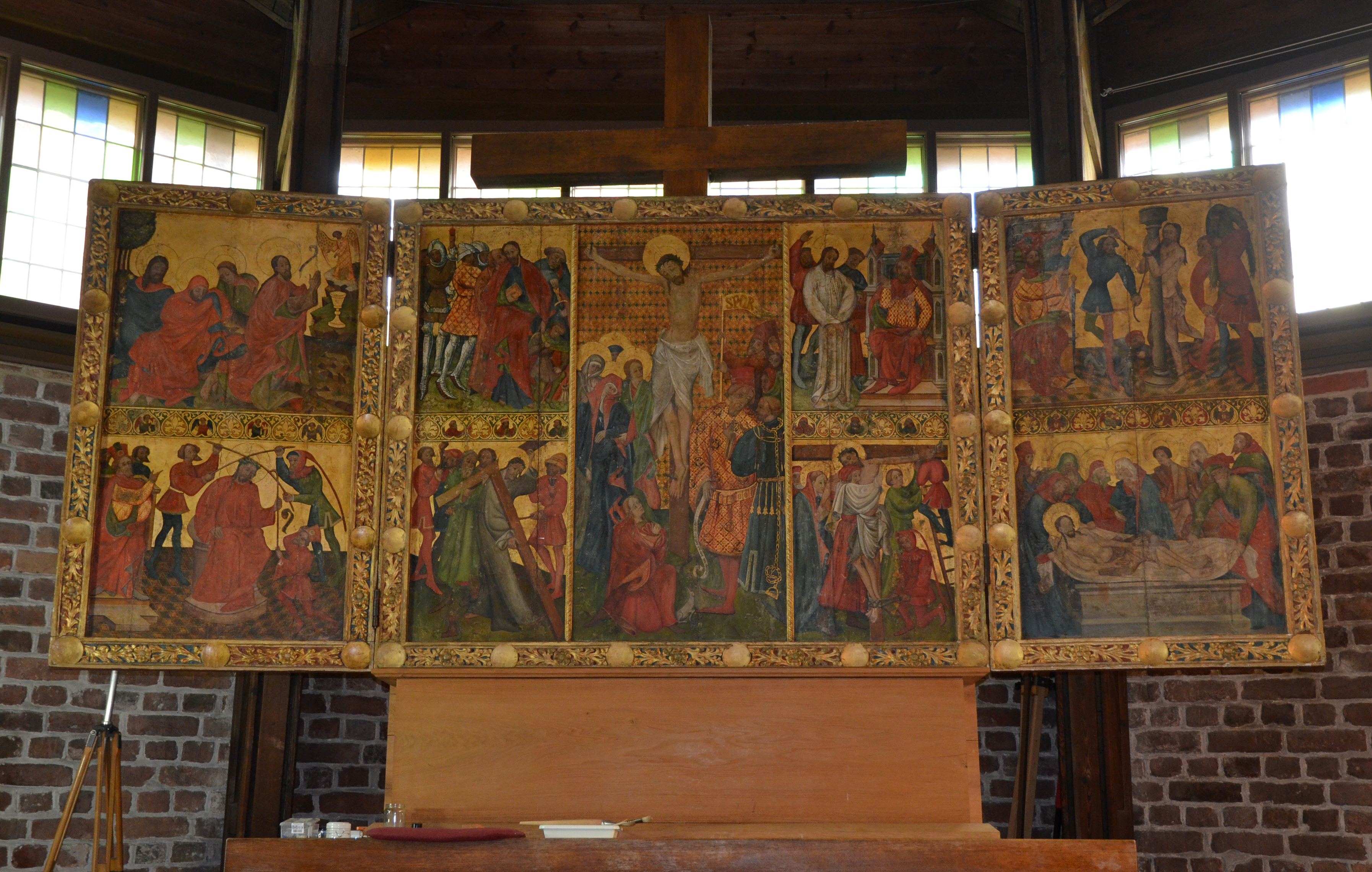
Der Passionsaltar

Der Passionsaltar vom Anfang des 15. Jahrhunderts stand ursprünglich in der Georgenkirche und gehört zu dem geretteten Kunstgut. Das gemalte Triptychon wurde in der Werkstatt des Meisters des Tempziner Altares angefertigt und zeigt Szenen aus der Passion. Er wurde vermutlich während Ende des Zweiten Weltkrieges nach Bützow ausgelagert. Erste Konservierungsarbeiten wurden 1949 vorgenommen, seit 1999 wird der Altar umfangreich renoviert, er steht vor einem Kreuz.

### Sonstige Ausstattung
- Das Geläut hängt im erhaltenen Kirchturm von St. Marien, seine neun mittelalterlichen Glocken gehören zu den bedeutenden Läutwerken in Norddeutschland.
- Die Orgel wurde 1966 von der Orgelbaufirma Sauer aus Frankfurt/Oder aufgebaut. 1951–1965 stand die Friese-Orgel aus der Dorfkirche Müsselmow in der Kirche.
- Das bronzene Taufbecken ist mit Löwenmasken verziert. Es wurde in der Mitte des 16. Jahrhunderts geschaffen. Ebenso wie der Passionsaltar stand es vorher in St. Georgen.
- Die Kronleuchter und die beiden Wandleuchter aus Messing wurden im 17. und 18. Jahrhundert gegossen.